# 4-乙氧基喹啉
4-乙氧基喹啉是一种有机化合物，化学式为C11H11NO。它可由4-氯喹啉和乙醇在碳酸铯存在下反应制得。它和N-新戊酰氧基邻苯二甲酰亚胺在三氟乙酸、三苯基膦和碘化钠存在下反应，可以得到2-叔丁基-4-乙氧基喹啉。